# 이야산

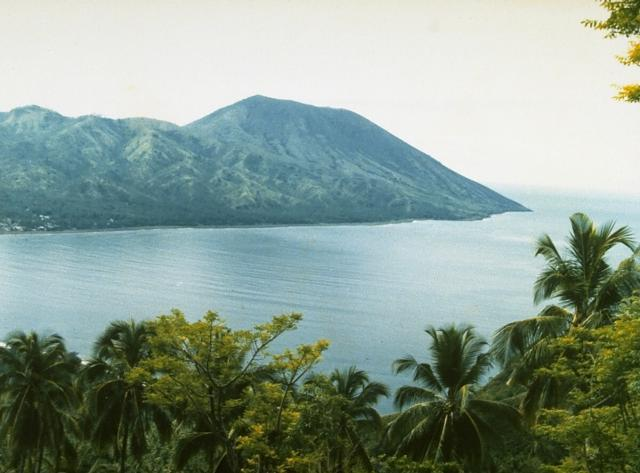
이야산

이야산(Mount Iya)은 인도네시아 플로레스섬 남부에 있는 활화산이다. 이 화산은 성층 화산으로, 높이는 637m이다. 바닷가에 바로 위치해 있으며, 최종 분화는 1969년에 있었다. 정상에는 커다란 분화구가 있는데, 아직도 유황 연기나 증기를 내뿜으며 활동 중이다.